# نییرتاش
نییرتاش (به مجاری:  Nyírtass) یک منطقهٔ مسکونی در مجارستان است که در سابولچ-ساتمار-برگ واقع شده‌است. نییرتاش ۳۷٫۹۵ کیلومتر مربع مساحت و ۲٬۱۸۳ نفر جمعیت دارد.